# عمار غوبتا
عمار غوبتا (بالإنجليزية: Amar Gupta) هو عالم حاسوب هندي، ولد في 1953.